# Hyperolius benguellensis
Hyperolius benguellensis és una espècie de granota de la família dels hiperòlids que viu a Angola, Botswana, la República Democràtica del Congo, Malawi, Zàmbia, Zimbàbue i, possiblement també, a Moçambic i Namíbia.